# Ángel Heras
Ángel Valentín de las Heras Lázaro (n. Zamora; 1958) & ( "él huracán de Zamora" apodo del diario Marca 1985). Ex-atleta español, especialista de pruebas de velocidad, principalmente en las pruebas de 400 metros lisos, donde logró sus mejores éxitos.

## Trayectoria

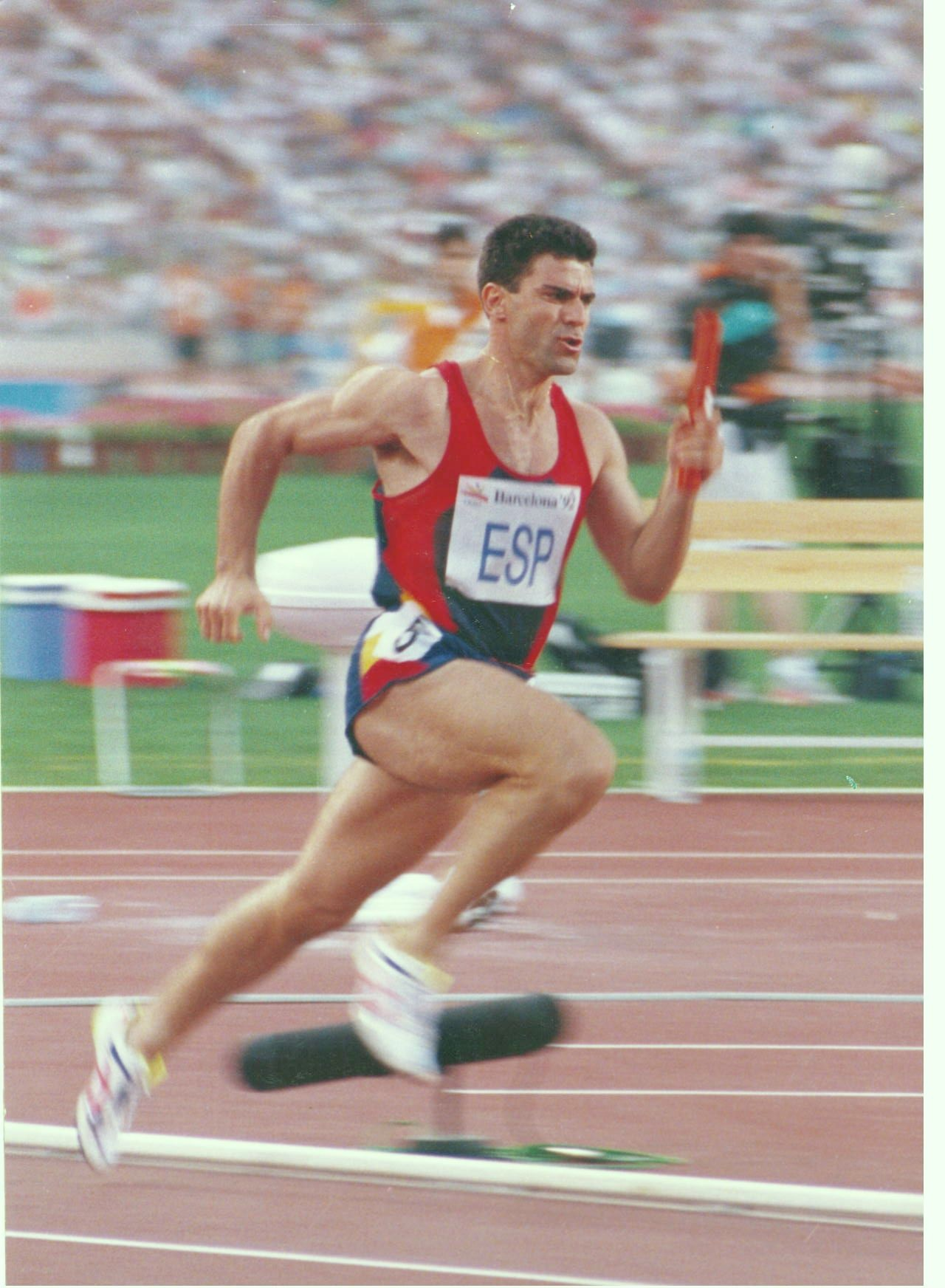

Comenzó a destacar muy joven, a los dieciséis años bajaba de los once segundo en 100 metros y al poco tiempo asistió al europeo junior, logrando una medalla de bronce en la prueba de relevos de 4 x 100 metros. Continua su progresión y a los diecisiete años iguala el récord nacional del hectómetro:10.3, además comienza a competir también en el doble hectómetro. Con el servicio militar obligatorio de 20 meses y una lesión en el tobillo de larga duración sus marcas dejan de mejorar, y con el escaso apoyo que reciben en esos momentos los atletas en España, en el año 1979 decide dejar la práctica del atletismo.
Tras dos años retirado, regresa en 1982, para entonces se ha casado. En el mismo año 1982 participa en la prueba de 200 metros en el Campeonato de Europa Atenas 1982. Al año siguiente especializado ahora en la prueba de cuatrocientos metros, logra un puesto en la selección nacional, y acude al europeo de Budapest de 1983 pista cubierta donde logra una meritoria medalla de bronce en 400 metros. Ese mismo año lograría también cuatro medallas en los campeonatos iberoamericanos pero en la distancia de 100 y 200 metros y relevos 4 x 100 y 4 x 400.
Estuvo en los Juegos Olímpicos de Montreal 1976, siendo el atleta más joven y por cuestiones técnicas suplente del equipo de Relevos de 4 X 100 metros. En Juegos Olímpicos de Los Ángeles 1984 en la prueba de 400 
metros pasó la serie de primera ronda y luego en la ronda de cuartos quedando clasificado 20º de 90 atletas. Mientras con el equipo de relevo de 4 x 400 metros no pasó la primera ronda. En los Juegos Olímpicos de Barcelona 1992 quedó semifinales -12º relevo 4x400. Plusmarquista Nacional en todas las categorías: en 100-400-relevos 4 x 100-400 y 200-4 x 400-200 pista cubierta. Tiene el orgullo junto con José Manuel Abascal, de ser los dos primeros españoles en ser seleccionados para la Copa del Mundo con el equipo de Europa en 1985 en Canberra-Australia- con el añadido del premio de unos días en Singapur, Hawái, SªFrancisco por cortesía de la A.E.A.
Actualmente es preparador físico y entrenador personal.
https://www.elnortedecastilla.es/deportes/juegos-olimpicos/angel-heras-agradable-20170811172546-nt.html
https://historiasdelatletismo.wordpress.com/tag/angel-heras/
https://es.linkedin.com/in/angel-heras-53341488
https://www.google.com/search?client=firefox-b-d&q=angel+heras

## Palmarés
Nacional:
- Campeón de España de 200 metros al aire libre: 1979, 1982.
  - 1979 21.28
  - 1982 21.68
  - 1988 21.10
- Campeón de España de 400 metros al aire libre: 1983, 1984, 1985, 1986, 1987, 1988.
  - 1983 47.1
  - 1985 47.24
  - 1986 46.86
  - 1987 46.10
  - 1988 46.50
- Campeón de España de 400 metros en pista cubierta: 1983, 1984, 1986.
  - 1983 48.47
  - 1984 46.91
  - 1986 48.17

Internacional:
- I Juegos Mundiales pista cubierta París 1985. 5º en 400 ml
- Campeonato del Mundo Helsinki 1983. 400 ml 200 ml y relevo 4 x 400.
- Europeo Pista Cubierta	Budapest 1983 medalla de bronce en 400 metros lisos con una marca de 46.57
- Campeonato Iberoamericano Barcelona 1983 medalla de bronce en 100 metros con una marca de 10.65
- Campeonato Iberoamericano Barcelona 1983 medalla de plata en 200 metros con una marca de 21.69
- Campeonato Iberoamericano Barcelona 1983 medalla en Relevos 4 x 400 metros con M. González, Benjamín González, José Alonso Valero con una marca de 3:08.17
- Campeonato Iberoamericano Barcelona 1983 medalla de oro en Relevos 4 x 100 metros con Prado, Tolrá y Gascón con una marca de 40.10
- Juegos del Mediterráneo Casablanca 1983 medalla de bronce en Relevos 4 x 400 metros con Sánchez, Benjamín González y José Alonso Valero con una marca de 3:06.54
- Copa de Europa	Primera División Budapest 1985 primer puesto en 400 metros con una marca de 45.76
- Junto con José Manuel Abascal en 1985 los primeros españoles en ser seleccionados para la COPA DEL MUNDO relevo 4 x 400 5º (Canberra) AUSTRALIA con la selección EUROPEA.
- Record "meeting preolímpico" (SEUL-85) 45.78-400ml.
- Récord del Campeonato Europeo de Clubes 45.54 -400 ml F. C. Barcelona y Larios A.A.M. de 1984 al 2000.
- Recordam Mundial Preveteranos 400 ml.